# René Doumic
René Doumic (Parigi, 7 marzo 1860 – Parigi, 2 dicembre 1937) è stato un critico letterario francese.
Iniziò una carriera prestigiosa all'Ecole Normale e dopodiché iniziò ad insegnare retorica al Collège Stanislas.
Fu, inoltre, contributore dei quotidiani Moniteur, Journal des Débats e Revue bleue, ma fu meglio conosciuto come critico letterario della Revue des Deux Mondes.

## Opere
- Éléments d'histoire littéraire (1888)
- Portraits d'écrivains (1892)
- De Scribe à Ibsen (1893)
- Écrivains d'aujourd'hui (1894)
- Études sur la littérature française (5 vols., 1896-1905)
- Les Jeunes (1896)
- Essais sur le théâtre contemporain (1897)
- Les Hommes et les idées du XIXe siècle (1903)
- an edition of the Lettres d'Elvire à Lamartine (1905).